# ヒカリひとつ
「ヒカリひとつ」は滝沢秀明の3枚目のシングル。2009年9月23日発売。発売元はavex trax。

## 概要
前作から4ヶ月ぶりのリリースで、今年3枚目のシングル。
表題曲は、自身が出演した金曜ドラマ『オルトロスの犬』主題歌。
また、滝沢自身は2018年12月31日をもって芸能活動から引退し、ジャニーズ事務所のスタッフとして後進の指導に専念することを公表したため、ソロとしてのシングルはこの作品が最後になった。

## 収録曲

### 初回生産限定 "Music Clip"盤
CD
1. ヒカリひとつ
  - 作詞：実ノ里　作曲：三留一純　編曲：CHOKKAKU
2. 悪い男
  - 作詞：ma-saya　作曲・編曲：馬飼野康二

DVD
1. ヒカリひとつ -Music Clip-
2. ヒカリひとつ Off Shot

### 初回生産限定 "Drama Clip"盤
CD
1. ヒカリひとつ
2. 悪い男

DVD
1. ヒカリひとつ –Drama Edition–

- 上記の通常のMusic Clipに自身が主演でタイアップ先となっている『オルトロスの犬』で滝沢演じる竜崎臣司のワンシーンを挿入した映像。

1. ヒカリひとつ –Anime Edition-

- 『オルトロスの犬』の中に出てくるアニメーションを元にして作られたスペシャル映像

### 通常盤
1. ヒカリひとつ
2. 悪い男
3. 愛の戦士 TAKIレンジャー
  - 作詞・作曲：磯崎健史・浅利進吾　編曲：磯崎健史・佐藤泰将
4. ヒカリひとつ（カラオケ）
5. 悪い男（カラオケ）
6. 愛の戦士 TAKIレンジャー（カラオケ）

### Tackey Shop盤
1. ヒカリひとつ
2. 悪い男
3. ボクがいる
  - 作詞・作曲：滝沢秀明ㅤ編曲：川端良征